# کمیته ده‌نفره خلع سلاح
کمیتهٔ ده‌نفرهٔ خلع سلاح برای چاره‌اندیشی دربارهٔ خلع سلاح هسته‌ای در هنگام جنگ سرد پدید آمد. با ترکیب قطع‌نامه سازمان ملل متحد و توافق بین چهار قدرت، کمیتهٔ ده‌نفرهٔ خلع سلاح کار خود را در مارس سال ۱۹۶۰ آغاز کرد. دورهٔ کاریِ واقعیِ این کمیته، تنها بین مارس تا ژوئن آن سال بود.

## تاریخچه
کمیتهٔ ده‌نفرهٔ خلع سلاح در سال ۱۹۶۰ بر پایهٔ نشست چهار قدرت در سال ۱۹۵۹ در برلین پایه‌گذاری شد. در این نشست، ایالات متحده آمریکا، بریتانیا، فرانسه، و اتحاد جماهیر شوروی سوسیالیستی تصمیم گرفتند به گفتگوهای خلع سلاح متوقف شده بازگردند و راه گفتگوی تازه‌ای را باز کنند. به غیر از این توافق، مقامات این کشورها در ۷ سپتامبر ۱۹۵۹ قطع‌نامه‌ای را در دفتر سازمان ملل متحد در امور خلع سلاح تصویب کردند که به پیدایش کمیتهٔ ده‌نفرهٔ خلع سلاح انجامید. دفتر کمیتهٔ ده‌نفرهٔ خلع سلاح کار رسمی خود را در ۱۵ مارس ۱۹۶۰ در ژنو سوئیس آغاز کرد.
کار کمیتهٔ ده‌نفرهٔ خلع سلاح به دو بخش کوتاه تقسیم می‌شود. دورهٔ نخست بین ۱۵ مارس تا ۲۹ آوریل ۱۹۶۰ بود. در ۲۹ آوریل کار کمیته به خاطر همزمانی با نشست سران این کشورها متوقف شد. این توقف کار تا ۷ ژوئن ۱۹۶۰ ادامه داشت. از ۸ ژوئن تا ۲۷ ژوئن کمیته به کار خود بازگشت. اما این دوره کاری از ۲۸ ژوئن ۱۹۶۰ به خاطر شکست در گفتگوهای نشست پاریس و سانحه یو-۲ ۱۹۶۰ تا زمان نامعلومی عقب افتاد.

## اعضا
شمار اعضای کمیته به تعداد برابر بود. ۵ کشور از گروه سازمان پیمان آتلانتیک شمالی (ناتو) و ۵ کشور از گروه پیمان ورشو بودند.
در ۱۹۶۰ اعضای کمیتهٔ ده‌نفرهٔ خلع سلاح از بلوک غرب: کانادا، فرانسه، بریتانیا، ایتالیا، آمریکا و از بلوک شرق: بلغارستان، چکسلواکی، لهستان، رومانی، و شوروی بودند.

## دستاوردها و میراث
کمیتهٔ ده‌نفرهٔ خلع سلاح یکی از چندین سازمانی بود که در پی از کنار هم آمدن با یکدیگر «همایش خلع سلاح» را پدیدآوردند. در ۱۹۶۲ کمیته ده‌نفره خلع سلاح به کمیته هجده‌نفره خلع سلاح انجامید. در ۱۹۶۹ کمیتهٔ هجده‌نفرهٔ خلع سلاح به همایش کمیته خلع سلاح انجامید. پس از آن در ۱۹۷۹ همایش خلع سلاح پدید آمد.